# Voivode Dracula
Voivode Dracula is een studioalbum van Karda Estra. De muziek is een interpretatie van het boek Dracula van Bram Stoker, maar is niet gerelateerd aan een specifieke filmversie van dat boek. Het album is onder leiding van Richard Wileman, muziekproducent en leider van Karda Estra, opgenomen in diens Twenty First geluidsstudio.

## Musici
- Richard Wileman – alle muziekinstrumenten

Behalve
- Ileesha Bailey – zangstem, ademhaling (Kisses for us all)
- Helen Dearnley – viool
- Caron Hansford – hobo, althobo, ademhaling (Kisses for us all)
- Sarah Higgins – cello
- Zoe King – dwarsfluit, altsaxofoon, klarinet, ademhaling (Kisses for us all)
- Michelle Williams – klarinet (KIsses)

## Muziek
| Nr. | Titel                      | Duur  |
| --- | -------------------------- | ----- |
| 1.  | Voivode Dracula            | 9:14  |
| 2.  | Lucy – Festina lente       | 6:36  |
| 3.  | The land beyond the forest | 6:07  |
| 4.  | Mina                       | 3:12  |
| 5.  | Kisses for us all          | 13:16 |